# Aloe canarina
Aloe canarina é uma espécie de liliopsida do gênero Aloe, pertencente à família Asphodelaceae.